# Who Do You Think You Are
Who Do You Think You Are (englisch für „Was glaubst du, wer du bist?“) ist ein Lied der britischen Girlgroup Spice Girls. Es erschien im November 1996 auf ihrem Debütalbum Spice und wurde im Februar 1997 gemeinsam mit Mama als vierte Single der Gruppe veröffentlicht.

## Entstehung und Veröffentlichung
Who Do You Think You Are wurde von den fünf Gruppenmitgliedern Victoria Adams, Melanie Brown, Emma Bunton, Melanie Chisholm und Geri Halliwell in Zusammenarbeit mit den Koautoren Andy Watkins und Paul Wilson, Mitglieder des britischen Songwriting- und Produktionsteams Absolute, geschrieben die ebenfalls als Produzenten des Liedes verantwortlich zeichneten.
Die Erstveröffentlichung von Who Do You Think You Are erfolgte als Teil des Spice-Girls-Debütalbums Spice am 4. November 1996 bei Virgin Records (Katalognummer: 8421742). Am 27. Februar 1997 erschien das Lied als vierte Singleauskopplung aus dem Album. Diese erschien als Doppel-A-Seite mit Mama auf CD und beinhaltet als B-Seite zwei Remixversionen zu Who Do You Think You Are (Katalognummer: 8941582). Eine Woche später erschien die Single als „Limited Edition Book Cover“ Ausführung am 3. März 1997. Diese beinhaltet als B-Seite den Non-Album-Track Baby Come Round sowie einen Remix zu Mama (Katalognummer: 894457-2).
In Frankreich wurde Who Do You Think You Are am 26. Juni 1997 als eigenständige Single ohne Mama veröffentlicht.

## Hintergrund
Die erste Songwriting-Session zwischen den Spice Girls und dem Duo Watkins/Wilson – die in Absolutes Studio auf Tagg’s Island in der Nähe von Chertsey stattfand – schien anfangs nicht gut zu laufen, da das Duo zu dieser Zeit musikalisch stark von Rhythm and Blues beeinflusst waren, während die Gruppe laut Wilson „immer sehr poptastisch“ war. Nach zwei Sessions rief das Duo seine Manager an und teilte ihnen mit, dass die musikalische Verbindung zwischen ihnen und der Gruppe nicht funktionierte. Zu diesem Zeitpunkt hörte das Duo Wannabe, die Debüt-Single der Spice Girls, zum ersten Mal, und Wilson erinnerte sich: „Wir hörten es uns an und verstanden es überhaupt nicht. Es war so anders als das, was wir machten. Wir dachten: ‚Wie soll das funktionieren? Wir sind nicht die richtigen Leute für diese Band.‘“ In der nächsten Session wollte die Gruppe mit Absolute einen fröhlicheren Up-Tempo-Song schreiben. So entstand schließlich ein kompletter Backing-Track im Discostil und Who Do You Think You Are entwickelte sich von dort aus. Wilson dazu: „Die Sache ist, dass sie sich beim Schreiben gleichzeitig auch die Tanzroutine und das Video ausgedacht haben, und das alles, während sie den Song geschrieben haben. Und da ist der Groschen gefallen. Man sagt, dass es die Mutter der Erfindung ist, jemanden zu kopieren und es falsch zu machen. Ihr Sound war eigentlich nicht ganz auf R&B ausgerichtet.“
Who Do You Think You Are wurde größtenteils in den Olympic Studios in Barnes, London produziert und aufgenommen. Zu dieser Zeit war die Autotune-Funktion noch nicht verfügbar, wie Wilson kommentierte: „Weil wir keine Computer verwendeten, mussten wir sie sehr hart rannehmen. Sie waren stundenlang in der Aufnahmekabine, weil wir einfach die richtige Aufnahme hinbekommen mussten.“

## Inhalt und Musikalisches
Who Do You Think You Are ist ein Dance-Pop-Song mit Einflüssen des Europop der 1990er Jahre und einem Disco-Beat, der an die späten 1970er Jahre erinnert. Der Song bewegt sich im Viervierteltakt und in einem schnellen Tempo von 120 Schlägen pro Minute.
Das Lied besitzt eine Strophe-Prä-Refrain-Refrain-Form, inklusive einer Bridge vor dem dritten und letzten Refrain. Es beginnt mit einer instrumentalen Einleitung mit einer einfachen Folge aus zwei Akkorden, die auch in den Strophen und im Refrain verwendet wird. In der ersten Strophe wechseln sich Geri Halliwell und Emma Bunton in den Zeilen ab, dann ändert sich die Akkordfolge im Prä-Refrain, in dem Melanie C zu hören ist. Nach dem Refrain wiederholt sich das gleiche Muster und führt zum zweiten Refrain, wobei Victoria Adams und Melanie B die zweite Strophe singen. Anschließend singt die Gruppe die Bridge, den Prä-Refrain, und wiederholt bis zum Ende des Lieds den Refrain, während Melanie C hohe Ad-lib-Gesänge zwischen den Harmonien der anderen Gruppenmitglieder hinzufügt.
Die Inspiration für den Text stammt von einigen Leuten, die die Gruppe in der Musikindustrie traf, und handelt vom anmaßenden Leben eines Superstars und davon, wie jemand in der Welt des Ruhms gefangen werden kann. Von Kritikern wurde das Lied aus diesem Grund mit dem Song Superstar (Remember How You Got Where You Are) von den Temptations aus dem Jahr 1971 verglichen. Außerdem ist die Botschaft des Liedes, in Beziehungen stark zu sein und sich von niemandem kontrollieren oder manipulieren zu lassen.

## Musikvideos
Zu Who Do You Think You Are wurde im Februar 1997 unter der Regie von Gregg Masuak zwei offizielle Musikvideos in einem Theater im Norden Londons gedreht: die Originalversion und der Director’s Cut. Beide Versionen zeigen die Spice Girls beim Solosingen und -tanzen vor verschiedenen farbigen Hintergründen, während mit einer Steadicam gefilmt wurde. Andere Szenen zeigen die Gruppe bei Auftritten auf einer Bühne vor einer energiegeladenen Menge. Darüber hinaus gibt es viele Statisten, die ungewöhnliche Tricks vorführen. Melanie C schrieb über den Dreh: „Wir drehten das Video zu Who Do You Think You Are in einem wirklich verrückten Club – einer echten Spelunke. Die Toiletten waren schrecklich und wir mussten uns in einem Wohnmobil schminken lassen. Die Stimmung war jedoch ausgezeichnet – ich glaube, es ist mein Lieblingsvideo, weil es so viel Spaß gemacht hat. Ich fühlte mich wie ein richtiger Popstar. [...] Es war genau so, wie man es sich vorstellt, wenn man jung ist.“
Eine dritte Version des Videos (bekannt als die Sugar Lumps Version), in der die fiktive Girlgroup Sugar Lumps – eine satirische Version der Spice Girls, gespielt von Kathy Burke, Dawn French, Llewella Gideon, Lulu und Jennifer Saunders – zu sehen sind, wurde für den Red Nose Day des Comic Relief 1997 gedreht, einer der beiden hochkarätigen Spendenveranstaltungen im Vereinigten Königreich. Das Video beginnt mit den Sugar Lumps als Schulmädchen, die davon träumen, eine berühmte Popgruppe zu werden, und endet damit, dass sie sich den Spice Girls auf der Bühne anschließen, während sie tanzen und das Lied lippensynchron mitsingen. Halliwell kommentierte den Dreh: „Die Frauen waren alle sehr herzlich und lustig und nett. Das Verrückteste daran war, Jennifer Saunders zu sehen. Sie sah genauso aus wie ich und alle sagten, sie hielten sie für mich. Es war absolut bizarr – das Make-up, alles. Es war beängstigend – so nach dem Motto: Mache ich das wirklich?“

## Kommerzieller Erfolg

### Chartplatzierungen
Who Do You Think You Are avancierte zum Nummer-eins-Hit in Irland, und dem Vereinigten Königreich. Im Vereinigten Königreich war es bereits nach Wannabe (Juli 1996), Say You’ll Be There (Oktober 1996) und 2 Become 1 (Dezember 1996) der vierte Nummer-eins-Hit in Folge, womit die Spice Girls die bisherigen Rekorde von Gerry and the Pacemakers, Frankie Goes to Hollywood, Jive Bunny & the Mastermixers und Robson & Jerome brachen, die in Großbritannien mit ihren jeweiligen ersten drei Singleveröffentlichungen auf Platz eins debütierten. Darüber hinaus erreichte es Top-10-Platzierungen in Deutschland (Rang 4), Schweden (Rang 5), Neuseeland und der Schweiz (Rang 6), Belgien-Wallonien (Rang 7) Belgien-Flandern (Rang 10)
| ChartsChartplatzierungen     | Höchstplatzierung | Wochen |
| ---------------------------- | ----------------- | ------ |
| Deutschland (GfK)            | 4 (17 Wo.)        | 17     |
| Schweiz (IFPI)               | 6 (16 Wo.)        | 16     |
| Vereinigtes Königreich (OCC) | 1 (20 Wo.)        | 20     |

| ChartsJahrescharts (1997) | Platzierung |
| ------------------------- | ----------- |
| Deutschland (GfK)         | 46          |
| Schweiz (IFPI)            | 31          |

### Auszeichnungen für Musikverkäufe
| Land/Region                  | Auszeichnungen für Musikverkäufe (Land/Region, Auszeichnung, Verkäufe) | Verkäufe  |
| ---------------------------- | ---------------------------------------------------------------------- | --------- |
| Belgien (BRMA)               | Gold                                                                   | 25.000    |
| Deutschland (BVMI)           | Gold                                                                   | 250.000   |
| Frankreich (SNEP)            | Gold                                                                   | 250.000   |
| Neuseeland (RMNZ)            | Gold                                                                   | 5.000     |
| Niederlande (NVPI)           | Gold                                                                   | 50.000    |
| Schweden (IFPI)              | Gold                                                                   | 15.000    |
| Vereinigtes Königreich (BPI) | Platin                                                                 | 786.000   |
| Insgesamt                    | 6× Gold · 1× Platin ·                                                  | 1.381.000 |

Hauptartikel: Spice Girls/Auszeichnungen für Musikverkäufe